# 아산드
아산드(힌디어: असंध)는 인도 하리아나주의 카르날구에 있는 도시이다. 아산드는 카르날구에서 남서쪽 45km 부근에 위치하고 있다.

## 역사

### 초기 역사
고고학적 발굴을 통해 철기 시대 인도의 베다 사람들과 관련된 회색칠 토기 문화로 밝혀졌다. 아산드는 기원전 1200년 고대 인도에서 처음 기록된 국가인 쿠루 왕국의 수도인 아산디바트와 동일시된다. 역사가 찰스 앨런은 이 도시와 스투파를 마우리아 황제 아소카의 최고 왕비(아그라마히시)인 아산디미트라를 칭송한 아산디와트 왕국과 연결지었다.

### 아산드 스투파
아산드에는 2000년 이상된 불교 사리탑 유적이 있다. 사리탑은 높이 25m, 지름 75m 이상으로 흙으로 된 기단 위에 세워져 있다. 그것은 벽돌의 도움으로 지어졌다. 이 사리탑은 유명한 산치 사리탑보다 크다. 역사가들에 따르면 이 사리탑을 건축하는 데 사용된 폭이 2피트 이상인 벽돌은 이 기념물의 역사가 2000년 이상 거슬러 올라간다는 것을 나타낸다.
이 구조물의 폐허는 서사시 마하바라타의 인물 이름을 따서 명명된 자라산드 카 킬라 또는 자라산드 카 틸라(자라산드 요새)로도 알려져 있으며 쿠루크셰트라의 48코스 파리크라마의 일부를 형성한다.
인도 고고학 조사국에 따르면 이것은 쿠샨 시대 사리탑)이다.

### 식민지 시대
아산드는 1947년 이전에 많은 무슬림 인구를 가지고 있었다. 1947년 이후 무슬림은 파키스탄 펀자브에서 온 시크교도와 펀자브 카트리 난민 이주자들로 대체되었다.

### 현대
파니파트는 1989년 10월 31일까지 카르날구의 일부였으며 카르날구의 아산드 테실을 포함하여 별도의 지역으로 확장되었다. 1992년 1월 1일 구가 개혁되었을 때 아산드 테실은 이 구에서 제외되었다.
이곳에는 구루드와라, 많은 힌두교 사원과 마스지드가 있다.

## 인구통계
2011년 인도 인구 조사 기준으로 아산드의 총 인구는 27,125명이며 그 중 14,385명은 남성이고 12,740명은 여성이었다. 0~6세 인구는 3,404명이었다. 아산드의 총 식자 수는 18,192명으로 인구의 67.1%를 차지했으며, 남성 식자율은 70.9%, 여성 식자율은 62.7%였다. 아산드의 7세 이상 인구의 유효 문해율은 76.7%였으며, 그 중 남성 문해율은 81.9%, 여성 문해율은 70.9%였다. 지정 카스트의 인구는 6,183명이었다. 아산드는 2011년에 5081가구를 가졌다.
2001년 기준으로 인구는 22,707명이다. 남성은 인구의 53%를 차지하고 여성은 47%를 차지한다. 아샨드의 평균 문맹률은 62%로 전국 평균 59.5%보다 높다. 남성의 58%, 여성의 42%가 문맹이다. 인구의 15%는 0~6세이다.

## 정치
아산드는 하리아나 주의회의 아산드 선거구의 일부이다. 다음은 이 선거구에서 선출된 주의원 목록이다.
- 1952 – 카스투리 랄 – INC
- 1977 – 조기람 – JNP
- 1982 – 만풀 싱 – LKD
- 1987 – 만풀 싱 – LKD
- 1991 – 크리샨 랄 판와르 – JP
- 1996 – 크리샨 랄 판와르 – SAP
- 2000 – 크리샨 랄 판와르 – INLD
- 2005 – 라즈 라니 푼남 – INC
- 2009 – Pt. 질 램 샤르마 – INC
- 2014 – 사르다르 바크쉬슈 싱 비르크 – BJP
- 2019 – 샴셰르 싱 고기 – INC

## 아산드 테실의 주요 마을
- 강가테리
- 자발라
- 케리 나루
- 유프라나
- 라하라
- 랑루티 케라
- 살완
- 아곤드